# Clutter (Radar)

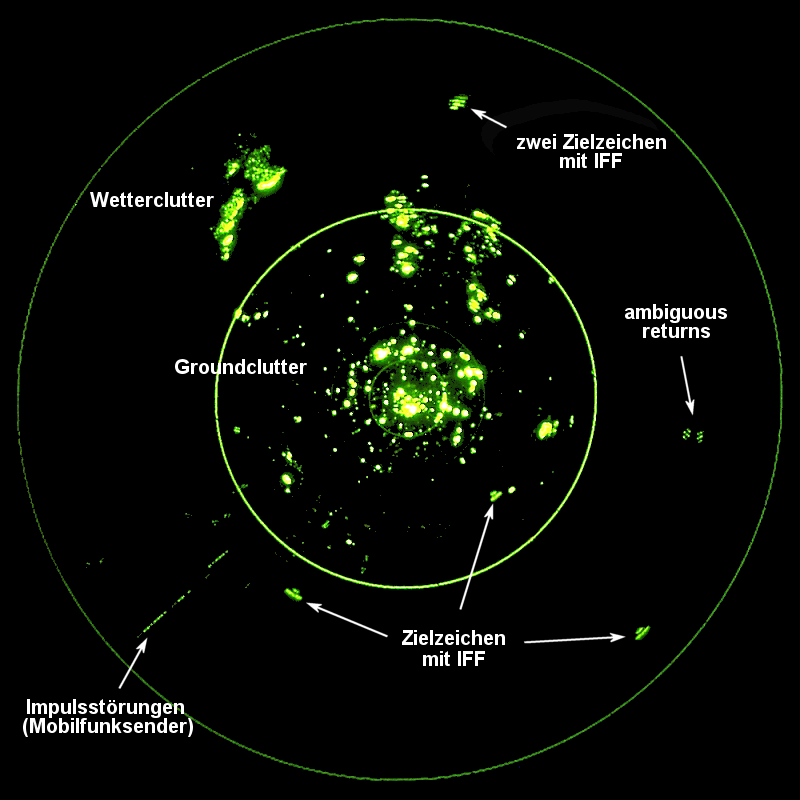
Verschiedene Störungen auf dem Radarschirm

Unter Clutter versteht man Ziele, die das Radargerät erfasst und anzeigt, die aber unerwünscht sind, da sie die Entdeckungswahrscheinlichkeit der eigentlichen Ziele herabsetzen (der Begriff ist aus der englischen Sprache übernommen und bezeichnet Stördaten und Durcheinander). Die Anwendung dieses Begriffes ist von Radargerät zu Radargerät uneinheitlich. Wenn ein Flugzeug in einer dichten Wolke fliegt, dann sind die Echosignale dieser Wolke für das Luftraumaufklärungsradar ein Wetterclutter. Für das Wetterradar ist jedoch genau diese Wolke sehr wichtig, das Echosignal des Flugzeuges hingegen stört und wird somit beim Wetterradar als Clutter bezeichnet.

## Bodenclutter
Die elektromagnetischen Wellen von einem Radargerät werden an allen elektrisch leitenden Flächen reflektiert, also auch an Häusern, Bodenerhebungen und sogar am feuchten Laub der Bäume. Diese Echosignale sind in einigen Radargeräten unerwünscht und heißen deshalb Bodenclutter. Eine ältere deutschsprachige Bezeichnung heißt „Festzielechos“. Diese Festzielechos bilden auf dem Sichtgerät großflächige Aufhellungen, die sich rings um den eigenen Standort konzentrieren, da wegen der Erdkrümmung entferntere Objekte am Boden hinter dem Horizont verschwinden. Diese Ansammlung von Festzielechos im Zentrum des Bildschirmes wurde früher „Örtliche Rose“ genannt. Innerhalb dieser örtlichen Rose war ein Erkennen eines Flugzeuges mit einem kleinen Zielzeichen fast unmöglich, weil die Festzielechos diesen Bereich komplett aufgehellt haben.
Da diese Festziele immer eine konstante Entfernung zu dem ebenfalls festen Standort des Radargerätes haben, sind die Echos von Festzielen in Amplitude und Phasenlage relativ konstant und können durch spezielle Baugruppen (Moving Target Indication, MTI) herausgefiltert werden. Auch statistische Methoden, wie eine als Clutter-Map bezeichnete Datenbank (ehemals in Papierform „Karte der örtlichen Rose“ genannt) kann als Hilfsmittel für die Unterdrückung verwendet werden.
Durch eine immer größere Anzahl von Windkraftwerken wird die Radarüberwachung erschwert. Die Flügel der Windkraftwerke bestehen zwar aus Isolierstoffen und reflektieren deshalb weniger gut, sie verursachen jedoch durch die Drehung einen Dopplereffekt und können deshalb durch das MTI nicht mehr unterdrückt werden. In dem obigen Bild ist das Bodenclutter ohne Dopplerfrequenz bis zu einer Entfernung von 20 Nautischen Meilen schon herausgefiltert (der sehr helle Ring ist die Marke für 25 Nautische Meilen).

## Seaclutter
Als Sea-Clutter werden die Echos bezeichnet, die von Wellen auf See stammen. Durch den Wind erhalten diese Sea-Clutter auch eine kleine Dopplerfrequenz und sind deshalb sehr schwer zu unterdrücken. In der Praxis wird meist eine STC-Funktion genutzt, um die meist im Nahbereich auftretenden Störungen zu unterdrücken. Spezielle elektronische Verfahren, wie eine Windkompensation, können auch diese Störungen gezielt unterdrücken.

## Wetterclutter
Von Wetterclutter spricht man, wenn Wolken, Regen, Schnee oder Nebel von einem Aufklärungsradar als Ziele aufgenommen und dargestellt werden. Da auch hier der Wind eine zum Radargerät relative Bewegung verursacht, kommen diese Störechos manchmal auch durch die Bewegtzielerkennung (Moving Target Indication) durch.
Diese Störsignale stammen aber meist von einem sogenannten Volumenziel (im Gegensatz zum Punktziel), und deshalb kann diese Störung durch die Anwendung der zirkularen Polarisation abgeschwächt werden.

## Düppel

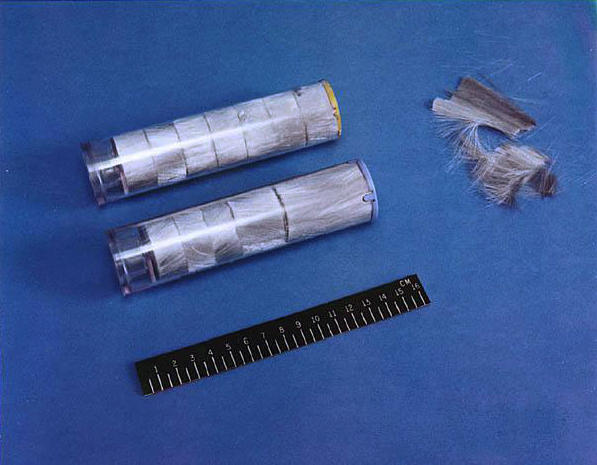
Behälter mit metallbedampften Glasfasern mit Resonanzlänge zum Radar

Als militärische Anwendung werden zusätzliche Reflexionsflächen in die Atmosphäre ausgestoßen, die ein Aufklärungsradar stören sollen. Diese leichten reflektierenden Objekte (dünne Streifen aus Alufolie, metallbedampfte Glasfasern oder Kohlenstofffasern) halten sich durch die Thermik relativ lange in der Luft, bilden ausgedehnte helle Flächen auf dem Bildschirm und werden Düppel genannt. Um eine große effektive Reflexionsfläche zu erreichen, werden die Längen dieser Streifen oder Fasern auf die Wellenlänge des Radars abgestimmt.

## „Engel“
Selbst geringfügige Temperatur- und in der Folge Luftdruckänderungen in der Atmosphäre erzeugen Unterschiede in dem Brechungsindex der Luft. Auch an diesen Schichten werden Anteile der elektromagnetischen Wellen reflektiert. Das führte in der Vergangenheit zu Fehlalarmen und da die Piloten der zur Abwehr gestarteten Jagdflugzeuge an diesem Ort nichts finden konnten, erklärten sie spöttisch, dass das Radar dort anscheinend „Engel“ geortet habe. In modernen Radargeräten werden diese Störungen „clear air echoes“ genannt und in modernem Wetterradar gezielt gesucht um diese Unterschiede in der Lufttemperatur und dem Luftdruck zu dokumentieren. Auch Vogel- oder Insektenschwärme können derart Störungen erzeugen.